# Scotinella alata
Espèce
Synonymes
- Phrurolithus alatus Ivie & Barrows, 1935
- Phrurolithus concisus Gertsch, 1941

Scotinella alata est une espèce d'araignées aranéomorphes de la famille des Phrurolithidae.

## Distribution
Cette espèce est endémique de Floride aux États-Unis,.

## Description
Le mâle holotype mesure 1,67 mm et la femelle paratype 1,90 mm
Le mâle décrit par Platnick et Chamé-Vázquez en 2024 mesure 1,54 mm et la femelle 1,57 mm.

## Systématique et taxinomie
Cette espèce a été décrite sous le protonyme Phrurolithus alatus par Ivie et Barrows en 1935. Elle est placée dans le genre Scotinella par Platnick et Chamé-Vázquez en 2024.
Phrurolithus concisus a été placée en synonymie par Platnick et Chamé-Vázquez en 2024.

## Publication originale
- Ivie & Barrows, 1935 : « Some new spiders from Florida. » Bulletin of the University of Utah, vol. 26, no 6, p. 1-24.